# Štimlje
Štimlje (albanski: Shtima ili Shtimlle) gradić je u jugoistočnom središnjem dijelu Kosova, smješten sjeveroistočno od Prizrena i jugozapadno od Prištine.